# Branchiostoma capense
Branchiostoma capense är en ryggsträngsdjursart som beskrevs av John Dow Fisher Gilchrist 1902. Branchiostoma capense ingår i släktet Branchiostoma och familjen lansettfiskar. Inga underarter finns listade.